# 운수사
운수사(雲水寺)는 대한민국 부산광역시 사상구 모라동 백양산에 있는 사찰이다.

## 같이 보기
- 부산 운수사 대웅전
- 부산 운수사 대웅전 석조여래삼존좌상